# Speed painting
 (août 2014).
Si vous disposez d'ouvrages ou d'articles de référence ou si vous connaissez des sites web de qualité traitant du thème abordé ici, merci de compléter l'article en donnant les références utiles à sa vérifiabilité et en les liant à la section « Notes et références ».
Le speed painting (terme anglais signifiant « peinture rapide ») est une technique de peinture où l'artiste dispose d'un temps donné pour réaliser son œuvre. Ce temps peut, selon le cas, aller de plusieurs minutes à plusieurs heures,.

## Peinture rapide dans le numérique
La peinture rapide était initialement pratiquée par les adeptes de la peinture numérique, apparue à la fin des années 1990, issue de la scène démo et en particulier des demoparty dans lesquels il y avait dès les premières années des concours de réalisation de démo sur place en quelques heures ou quelques jours. Elle consiste à peindre numériquement en environ 1 h 30 min ou moins, une œuvre détaillée,. Certains repoussent cette limite à quatre heures. Cet art reprend les techniques de la pochade en peinture traditionnelle ou du rough (en communication) retranscrits aux outils numériques ou parfois du croquis en dessin.

## Autres domaines

### Peinture rapide en communication
Les techniques de peinture rapide sont courantes dans ce qu'on appelle concept art, en particulier lors des étapes initiales d'une production où la finition de l'image individuelle importe moins que la présentation simple et claire d'un grand nombre de concepts à examiner.

### Ébauches, croquis, pochades
Les artistes sur supports traditionnels exécutent eux aussi des œuvres en temps compté pour tester et prouver leur habileté et sans chercher à peaufiner leur travail, .

### Graphs
Le monde des graff, généralement associé à la culture hip-hop dès les années 1980, fait appel à des techniques de peintures à l'aérographe rapides dans leur exécution. La plus grande partie de ces productions artistiques étant effectuée de manière illégale, les opérations sur les murs de bâtiments, de friches industrielles ou sur les trains s'effectuent de nuit en temps limité en raison du risque d'arrivée de vigiles ou de la police. Le tag, forme de calligraphie liée à ce domaine, a influencé les demomakers et l'on en retrouve dans les années 1980 dans différentes démos sur Atari ST et Amiga.

### Performances
Si la pratique des portraits en public existe depuis longtemps, comme à Paris, sur la Place du Tertre à Montmartre ou encore sur la place Georges-Pompidou où il est possible de se faire exécuter son portrait en quelques minutes, l’essor des performances artistiques a vu se déployer une nouvelle approche, vendue pour la performance du moment créatif, en tant que spectacle, plus que pour l'œuvre finale elle-même.
L'artiste américain Dennis Dent passe pour être le pionnier de la peinture rapide dans son pays en exécutant des performances de portraits en public en 1981.

#### Exemple

Speed painting : peinture en temps compté sur un tableau posé la tête en bas, sur la Place Georges-Pompidou à Paris, France.
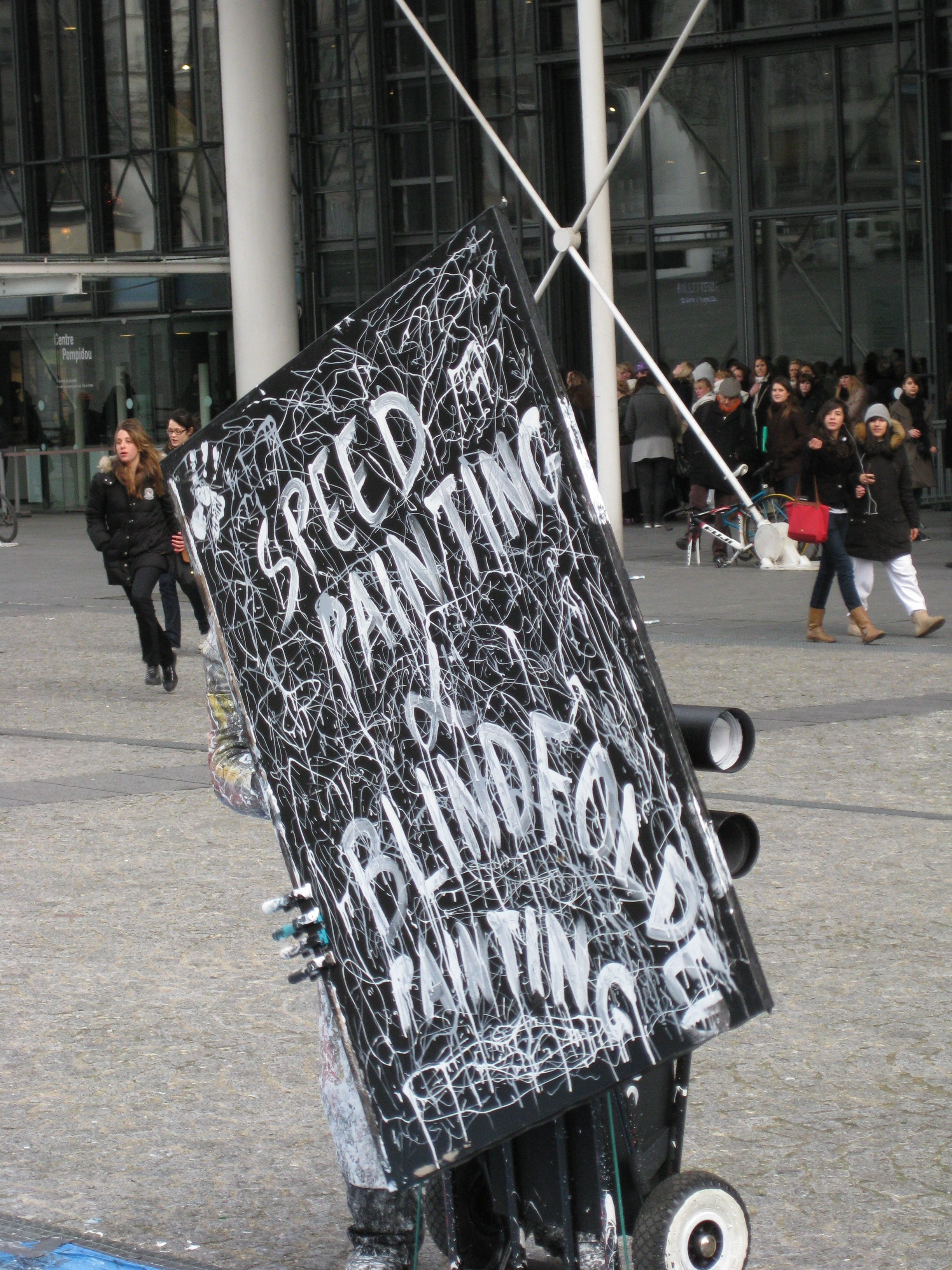
15 h 47 min 01 s
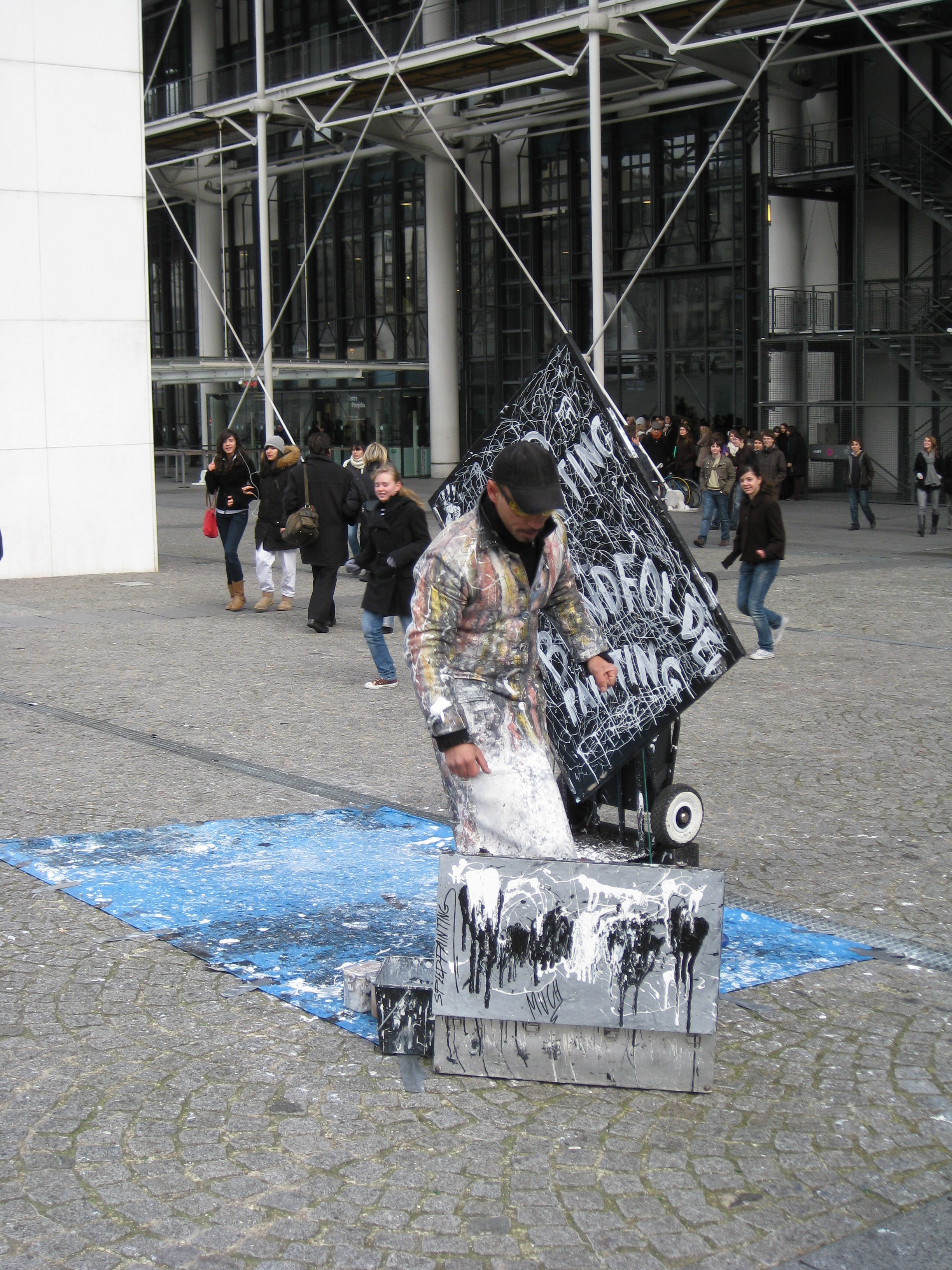
15 h 47 min 12 s
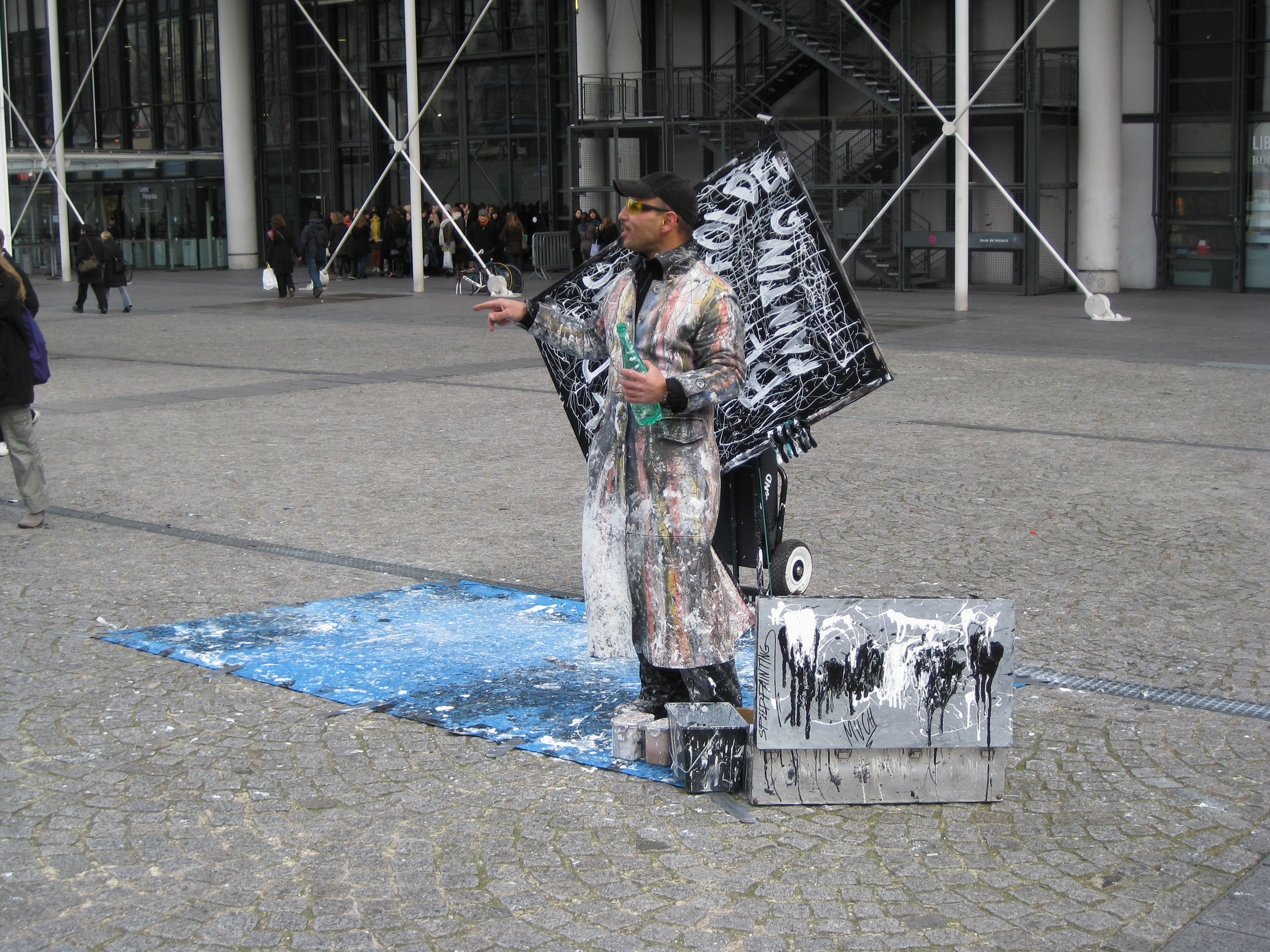
15 h 47 min 29 s
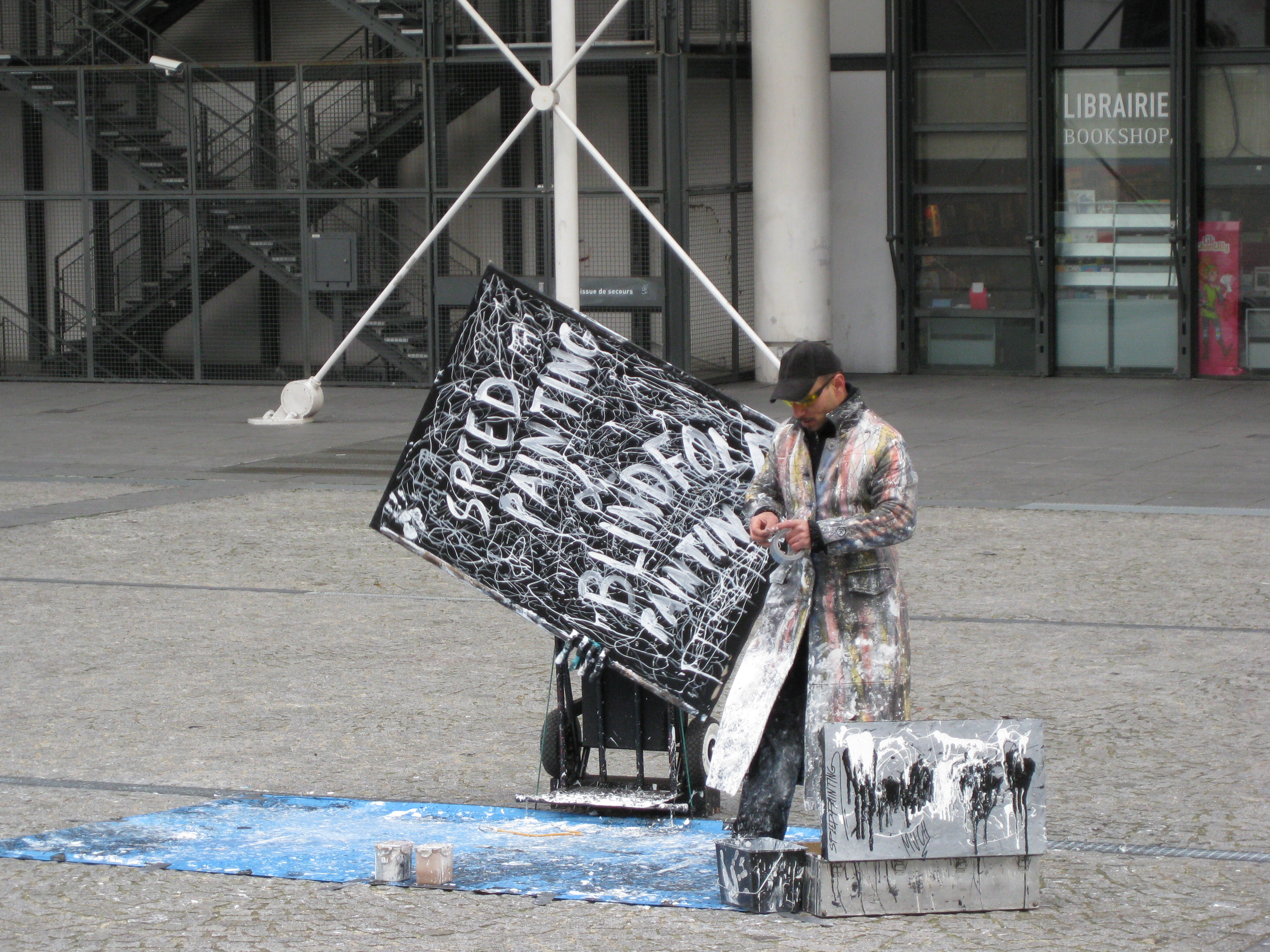
15 h 50 min 20 s
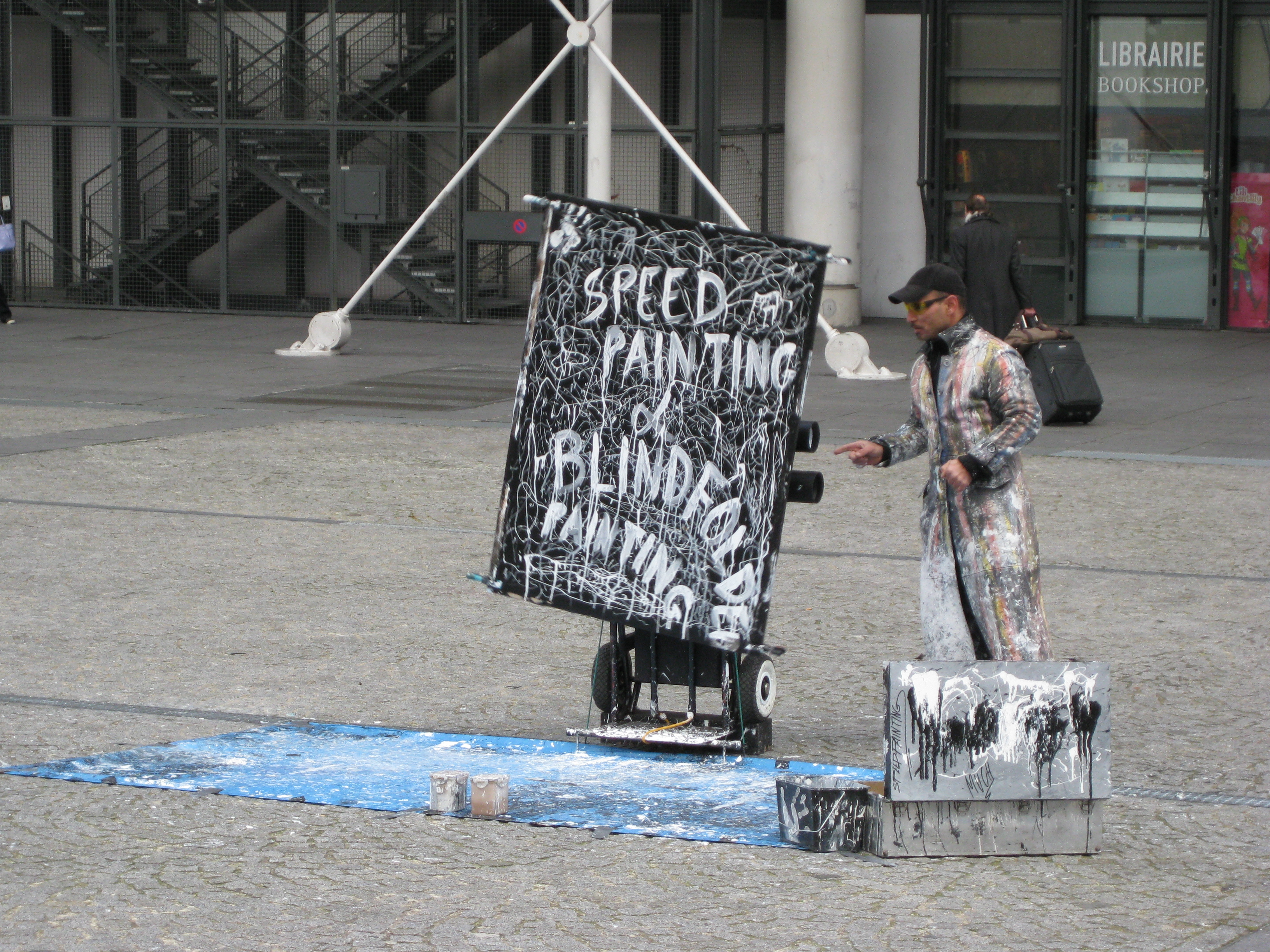
15 h 52 min 13 s
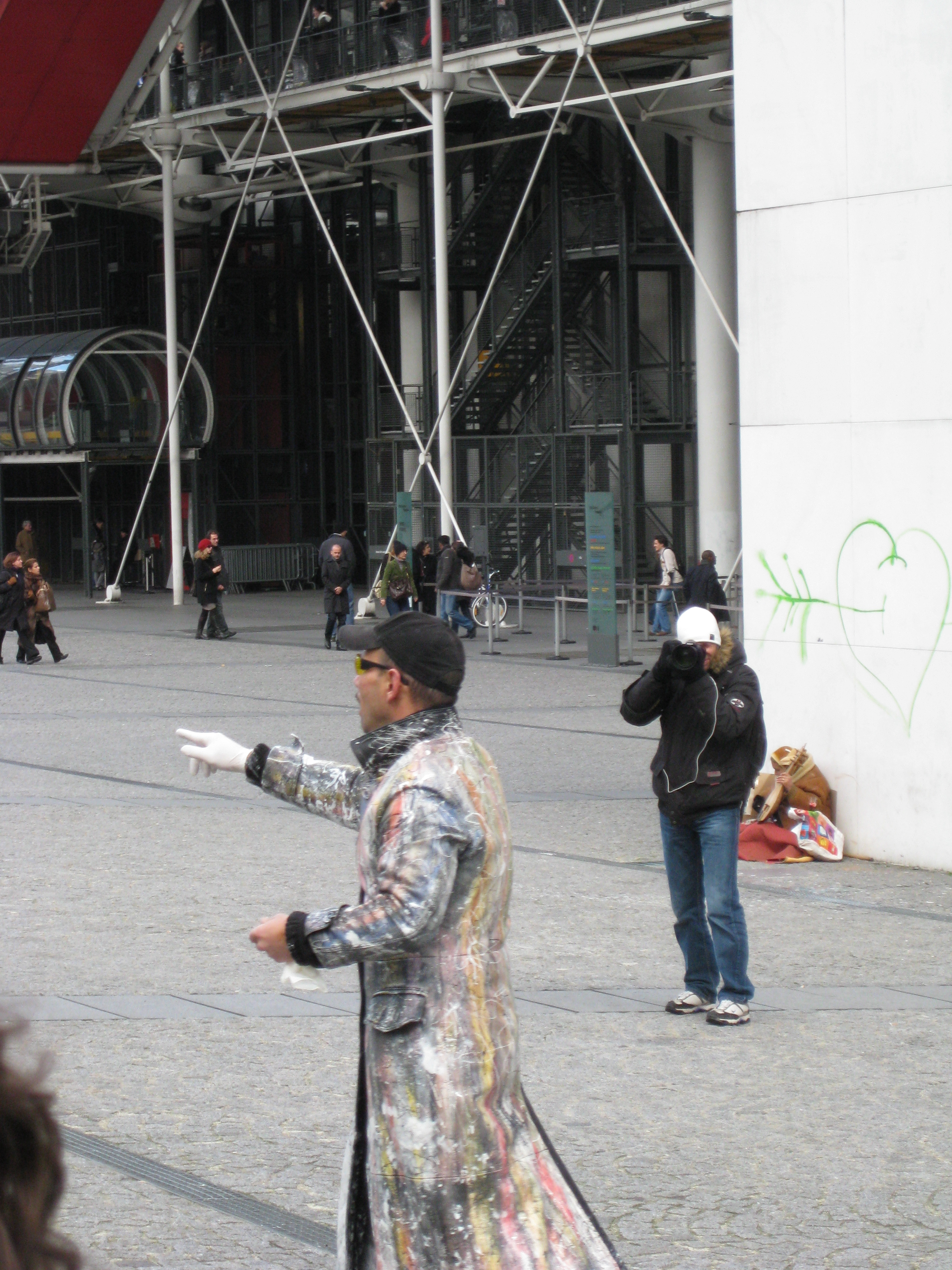
15 h 54 min 46 s
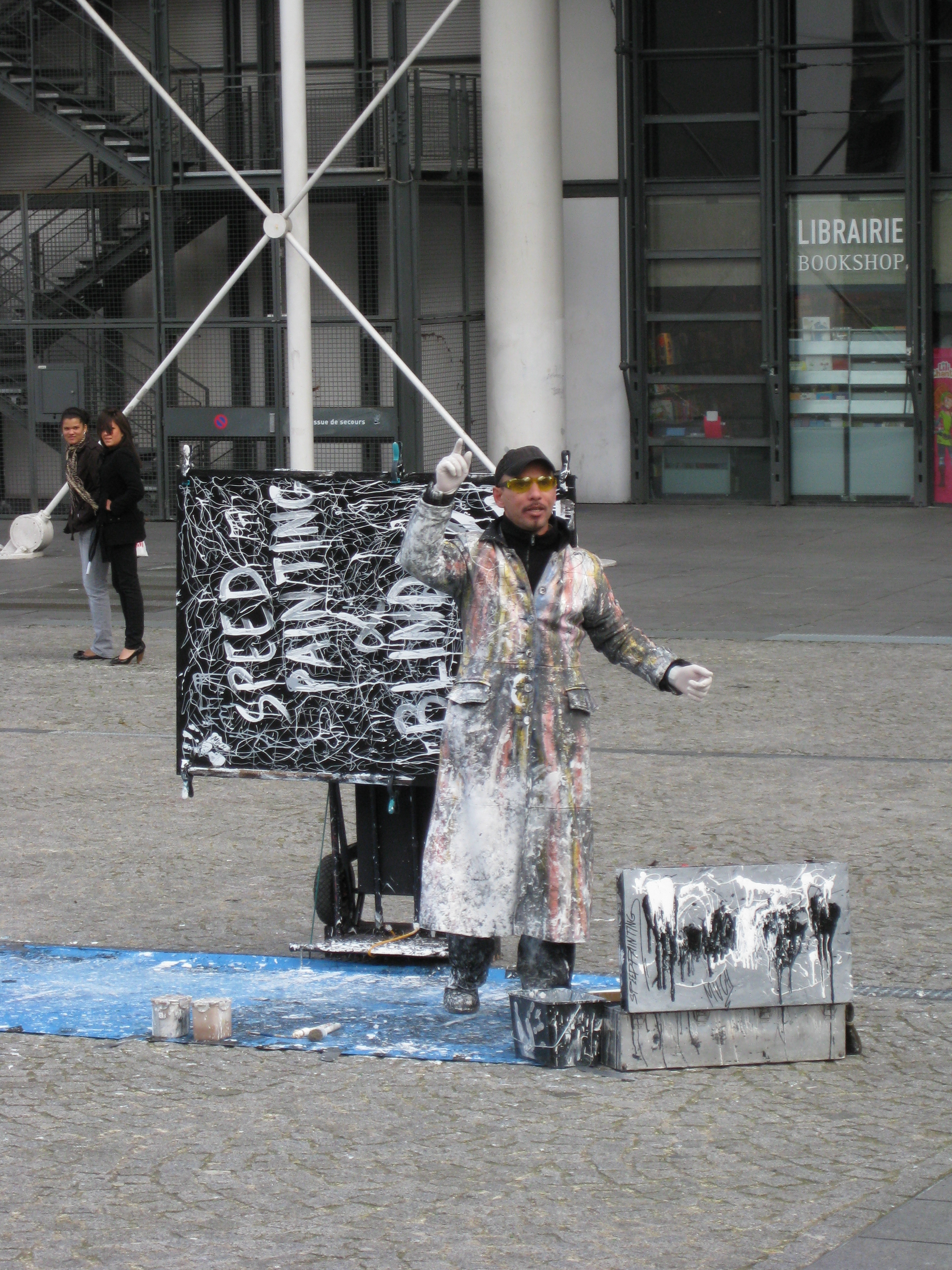
15 h 55 min 46 s
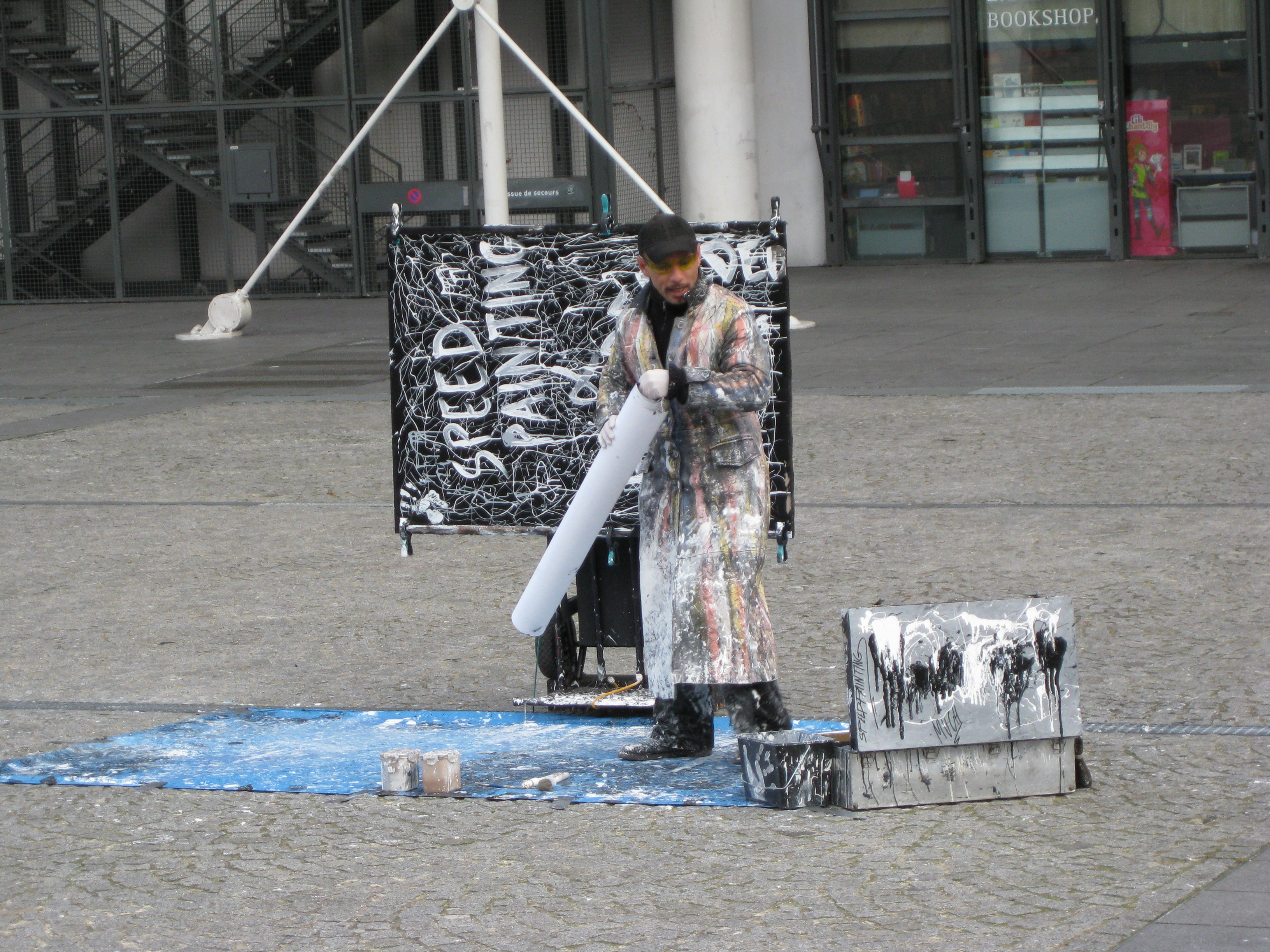
15 h 56 min 08 s
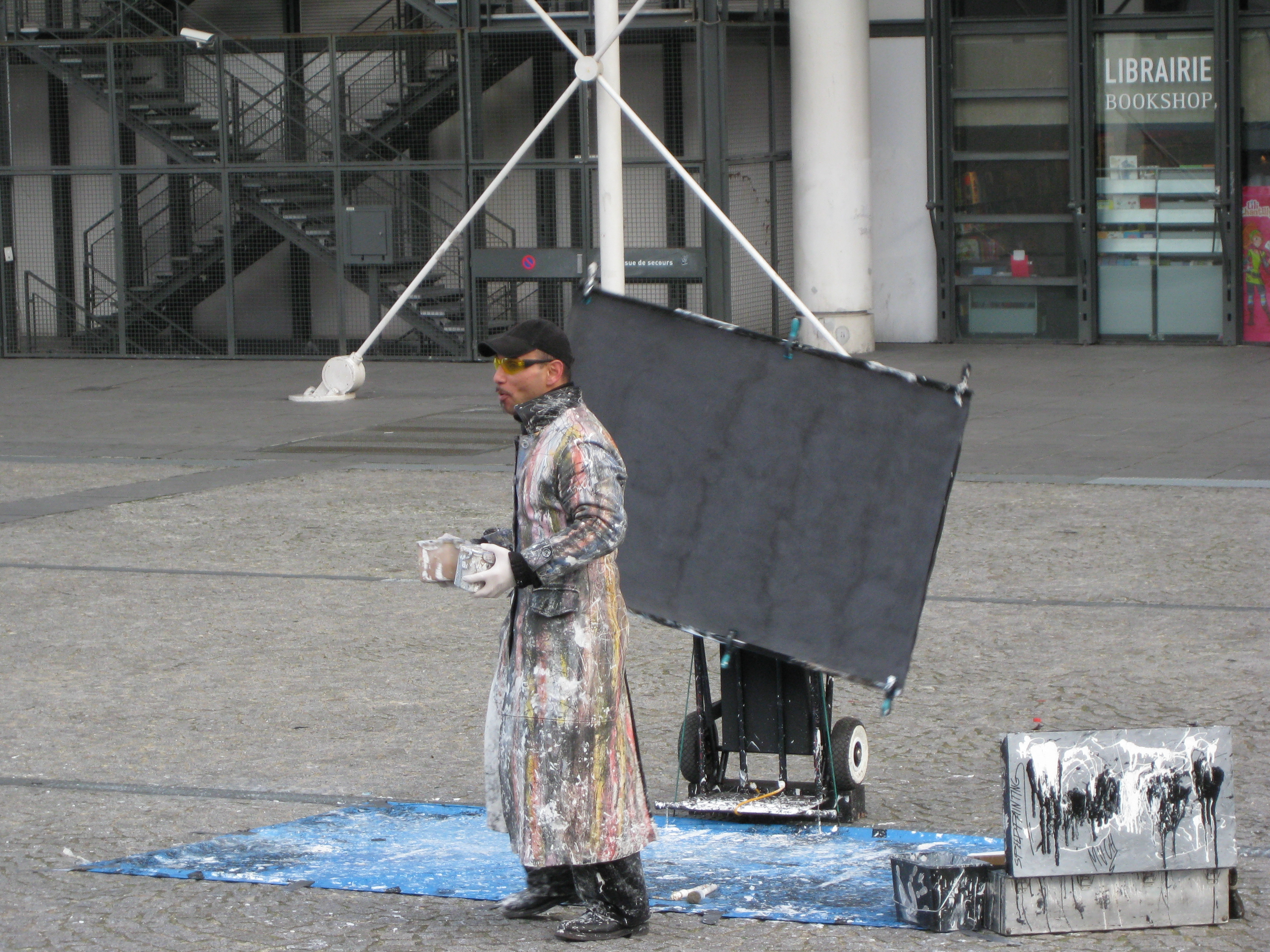
15 h 57 min 52 s
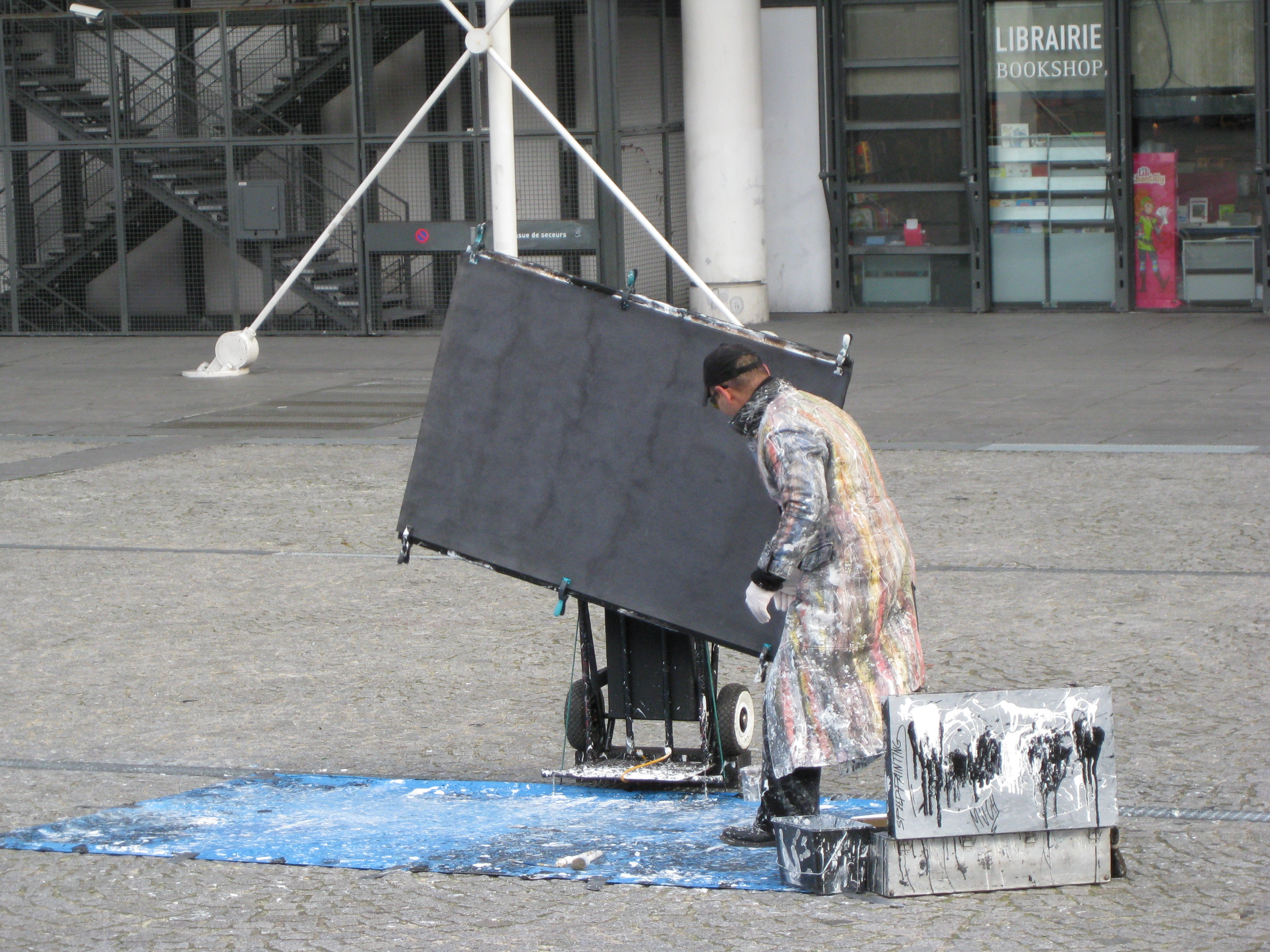
15 h 58 min 11 s
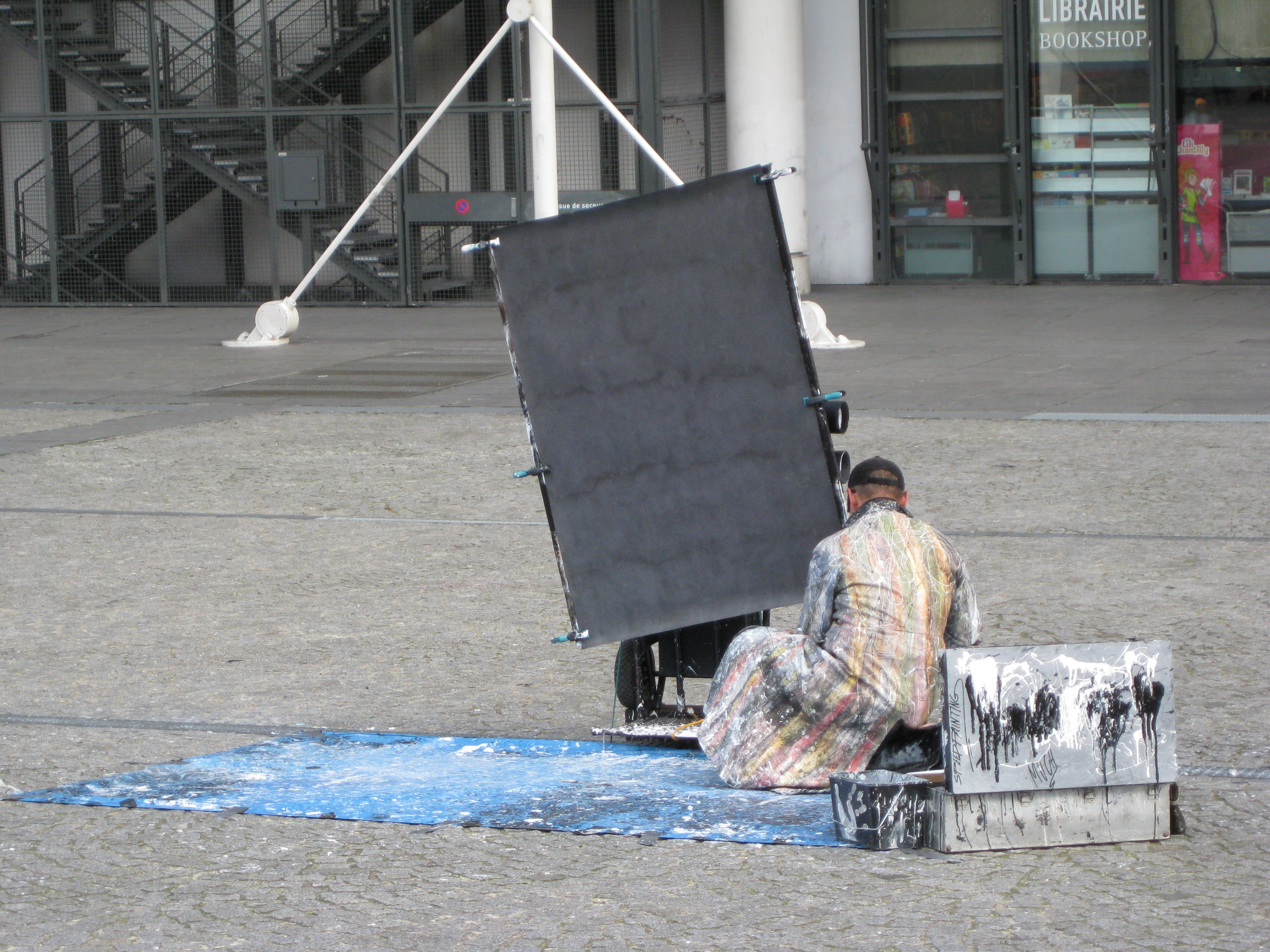
15 h 58 min 47 s
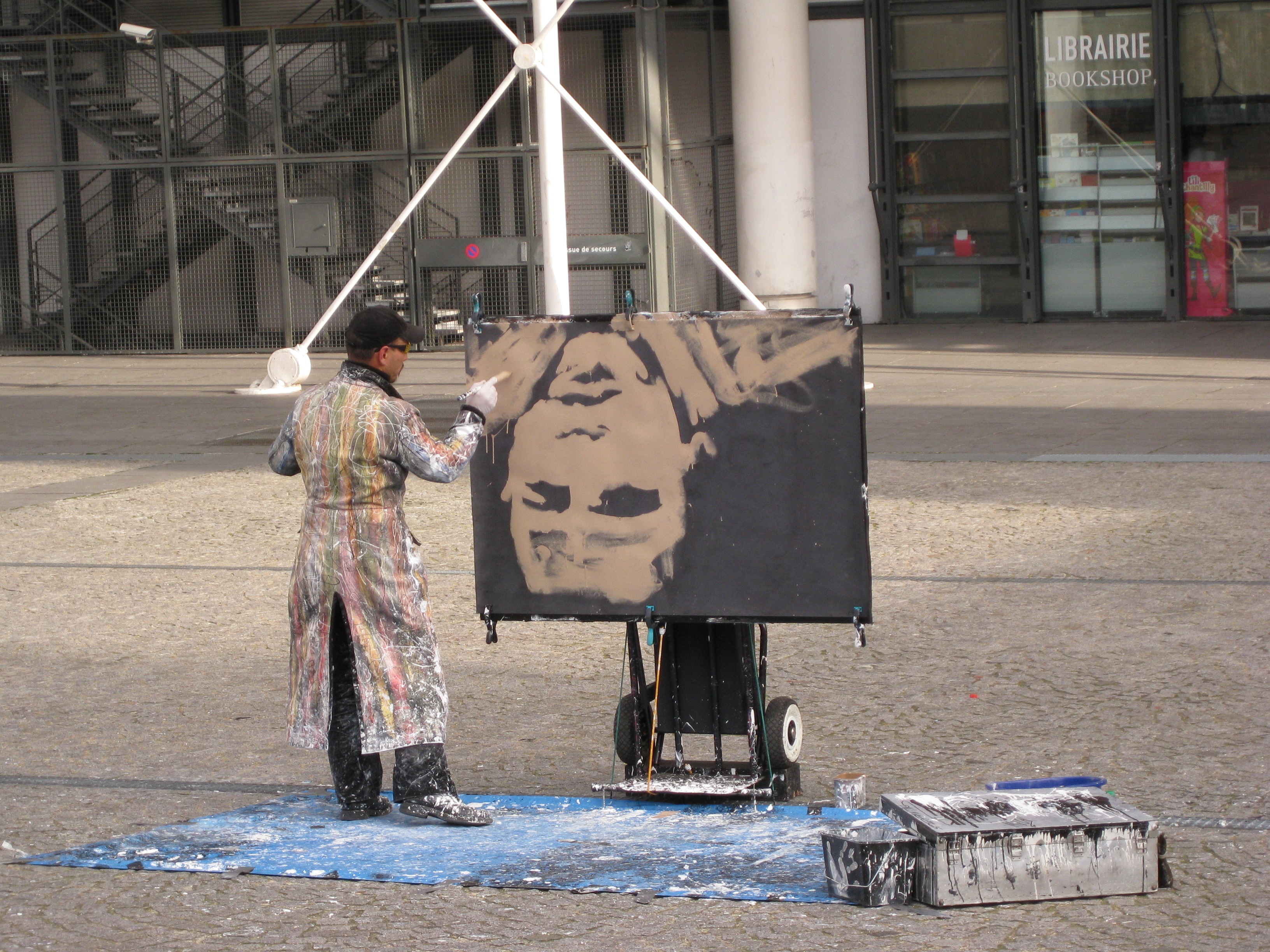
16 h 05 min 42 s
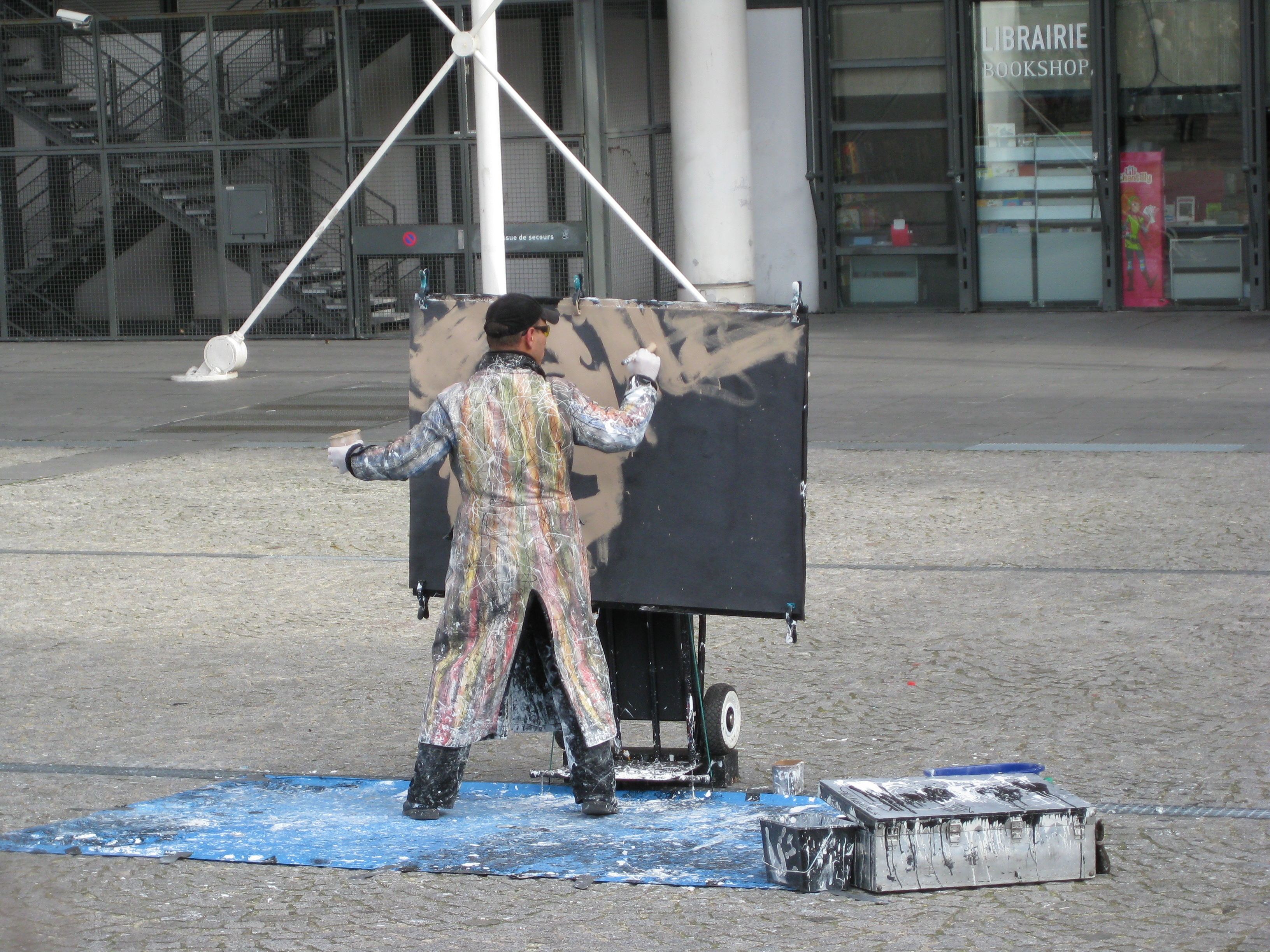
16 h 05 min 47 s
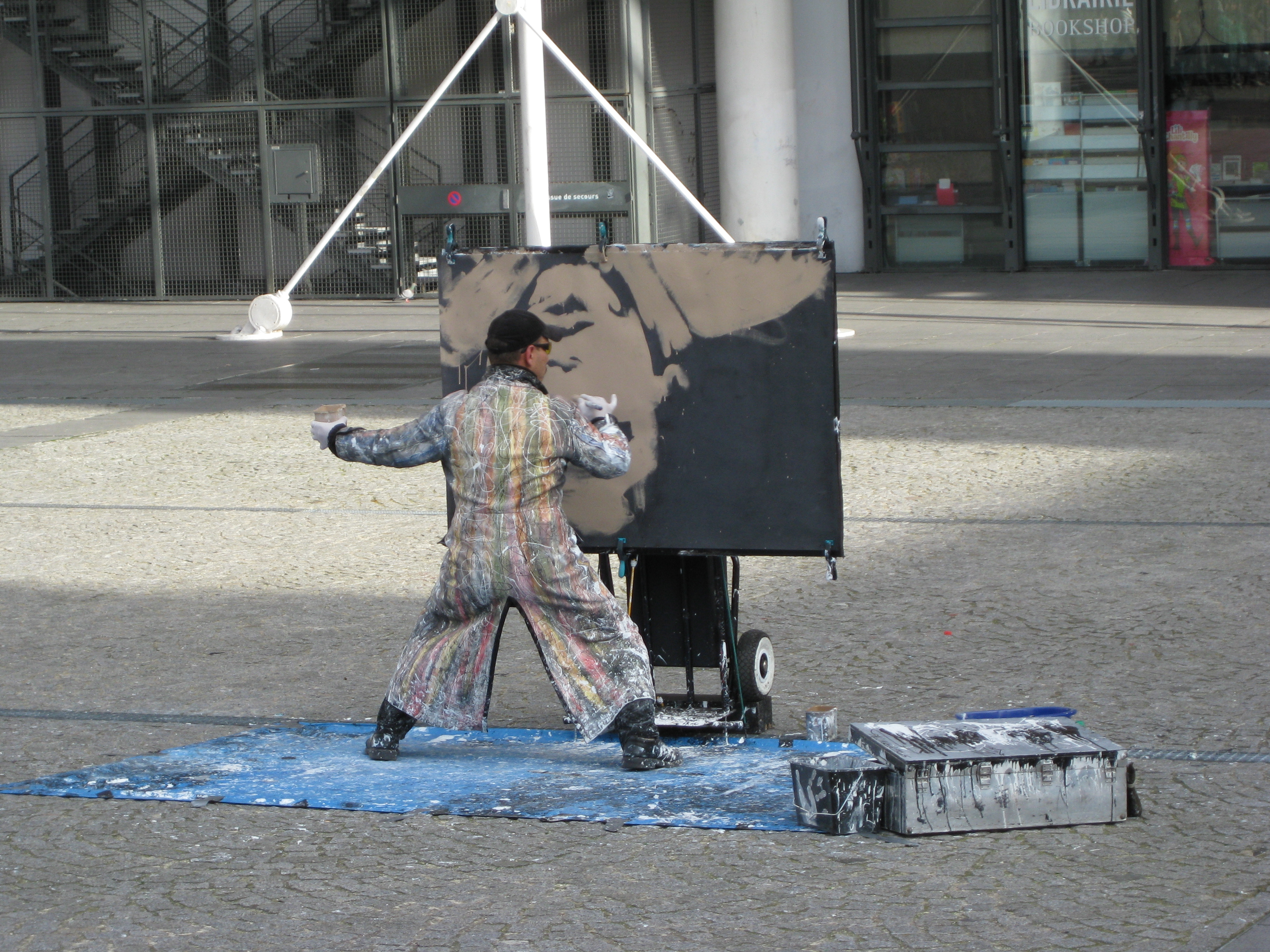
16 h 06 min 07 s
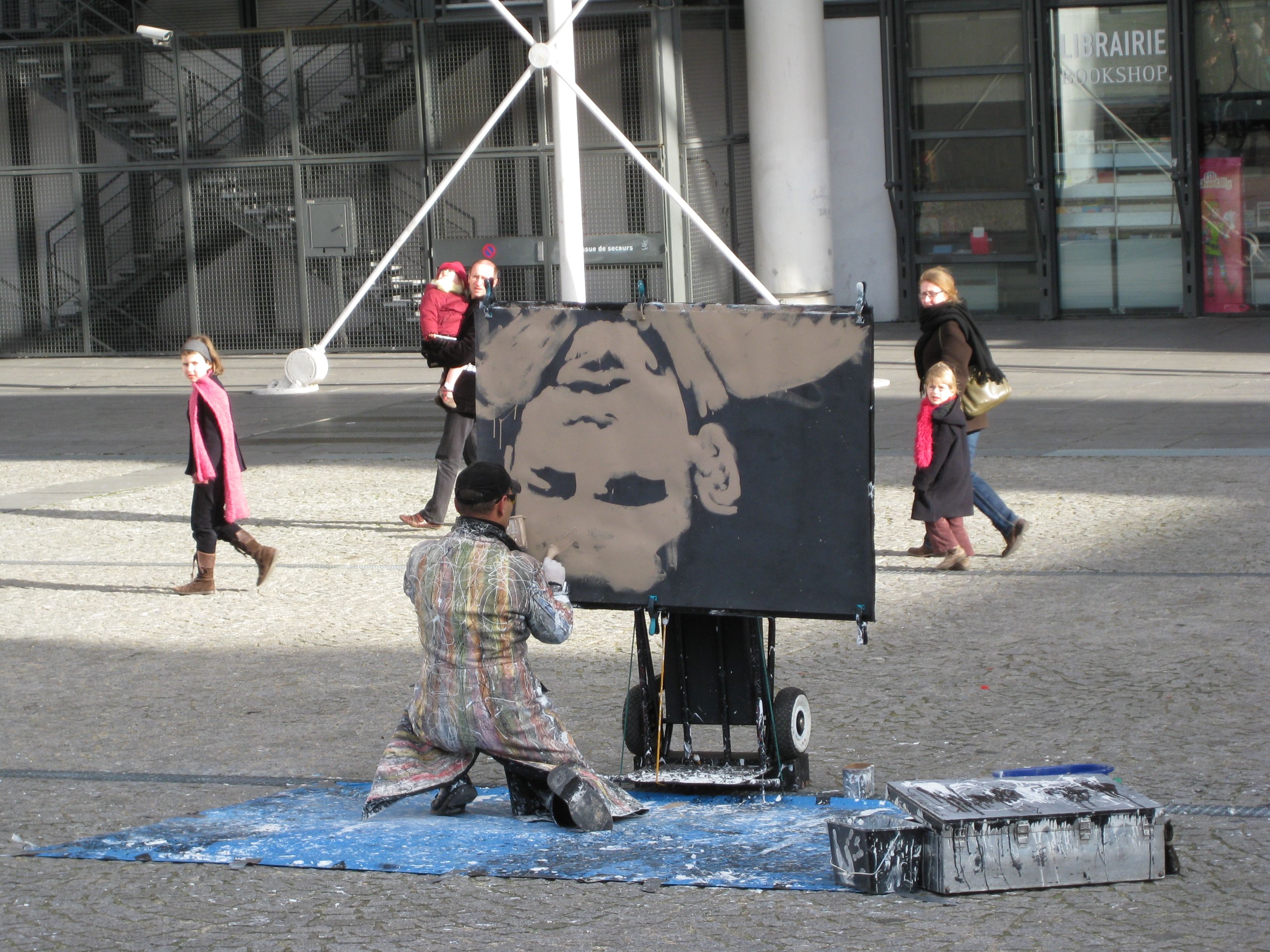
16 h 06 min 34 s
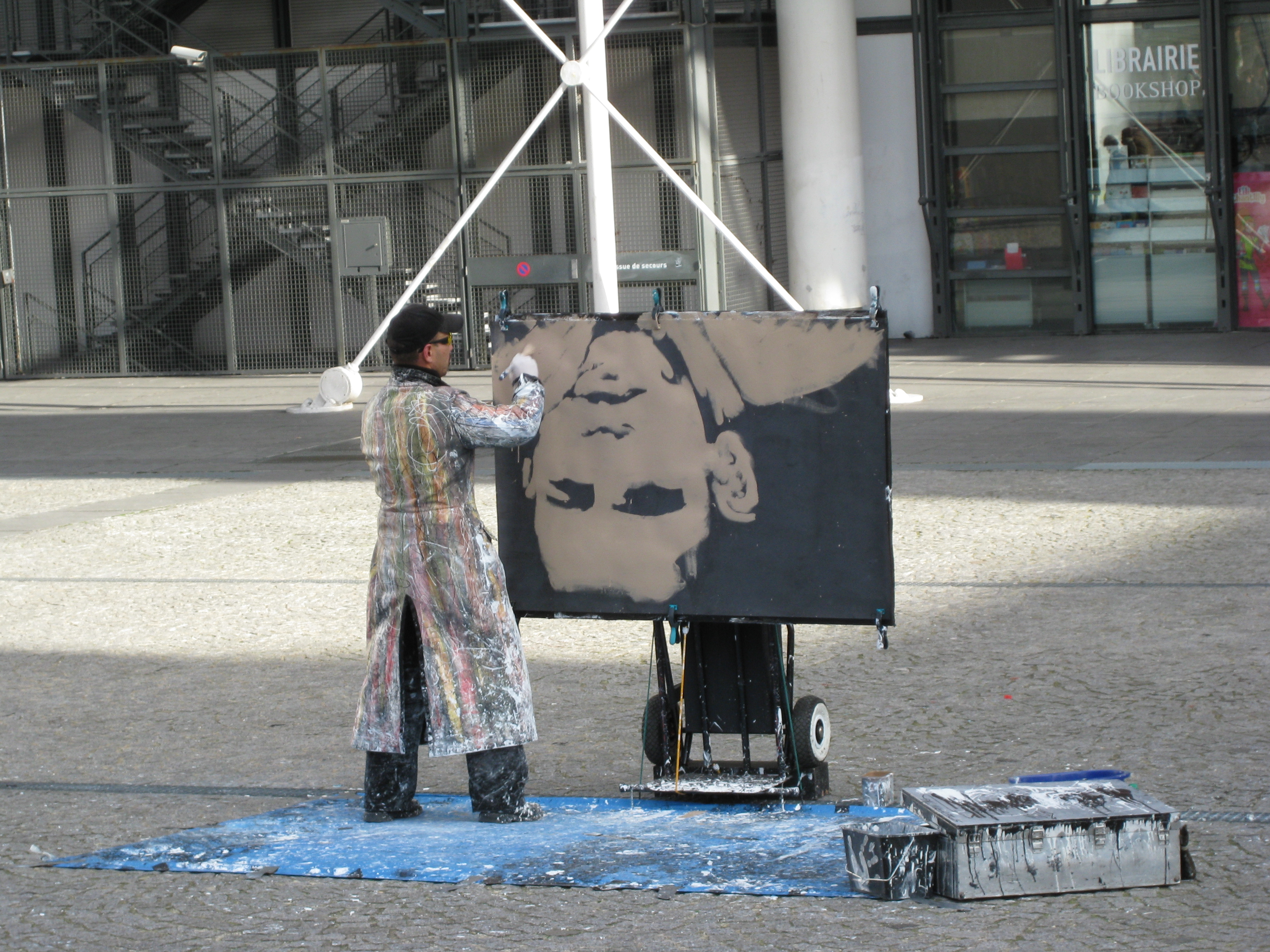
16 h 07 min 08 s
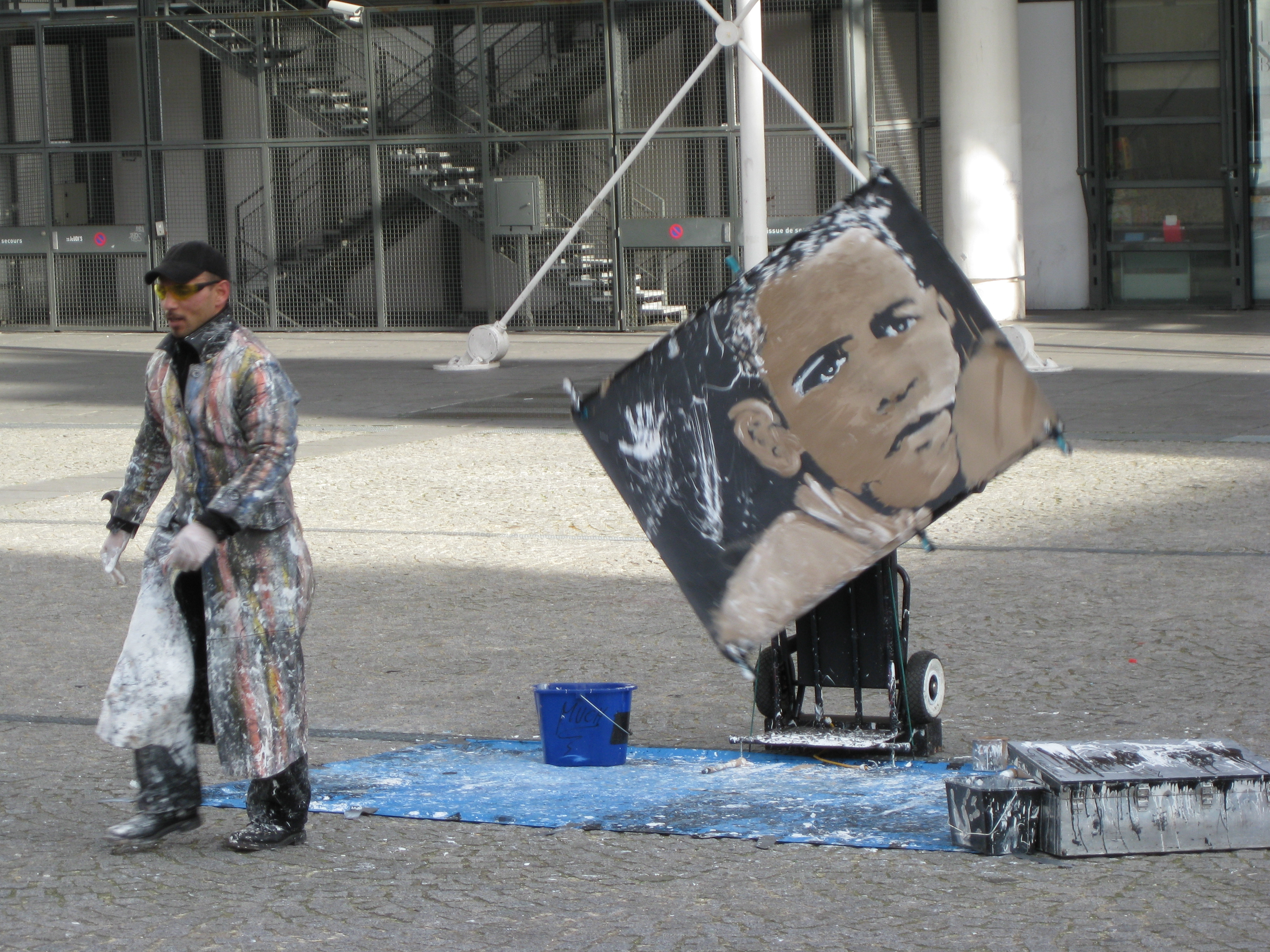
16 h 11 min 46 s
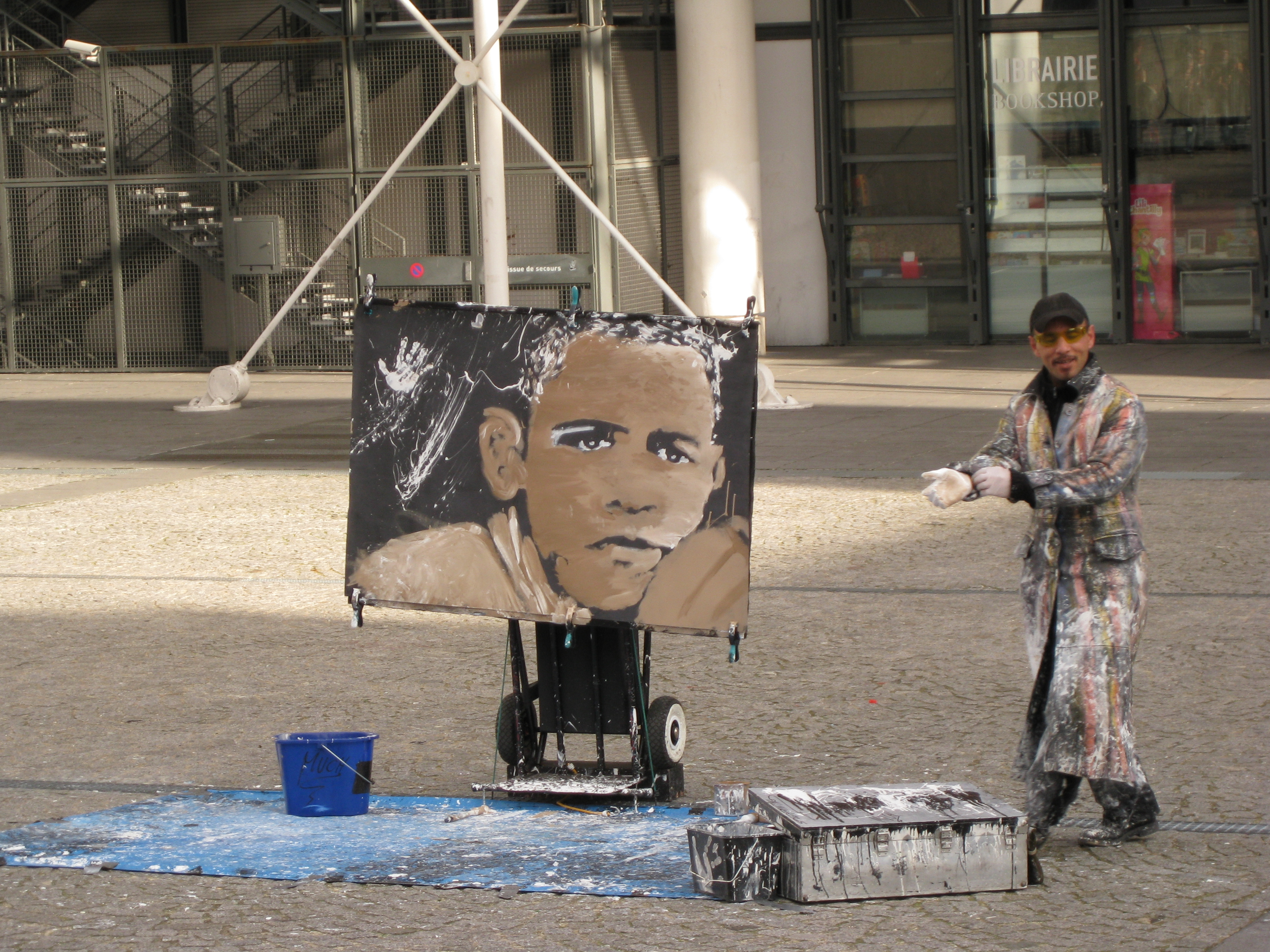
16 h 12 min 00 s
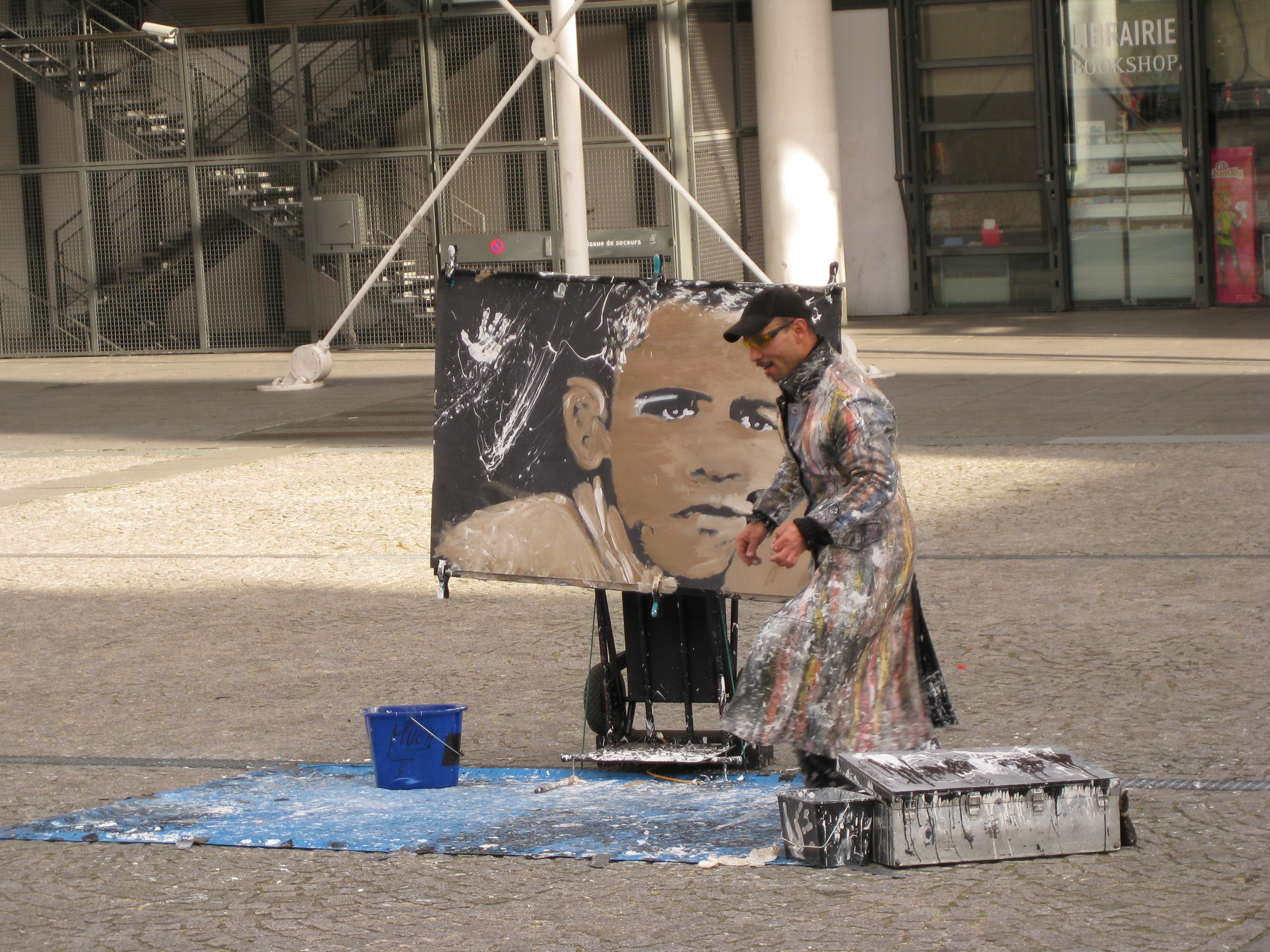
16 h 12 min 09 s
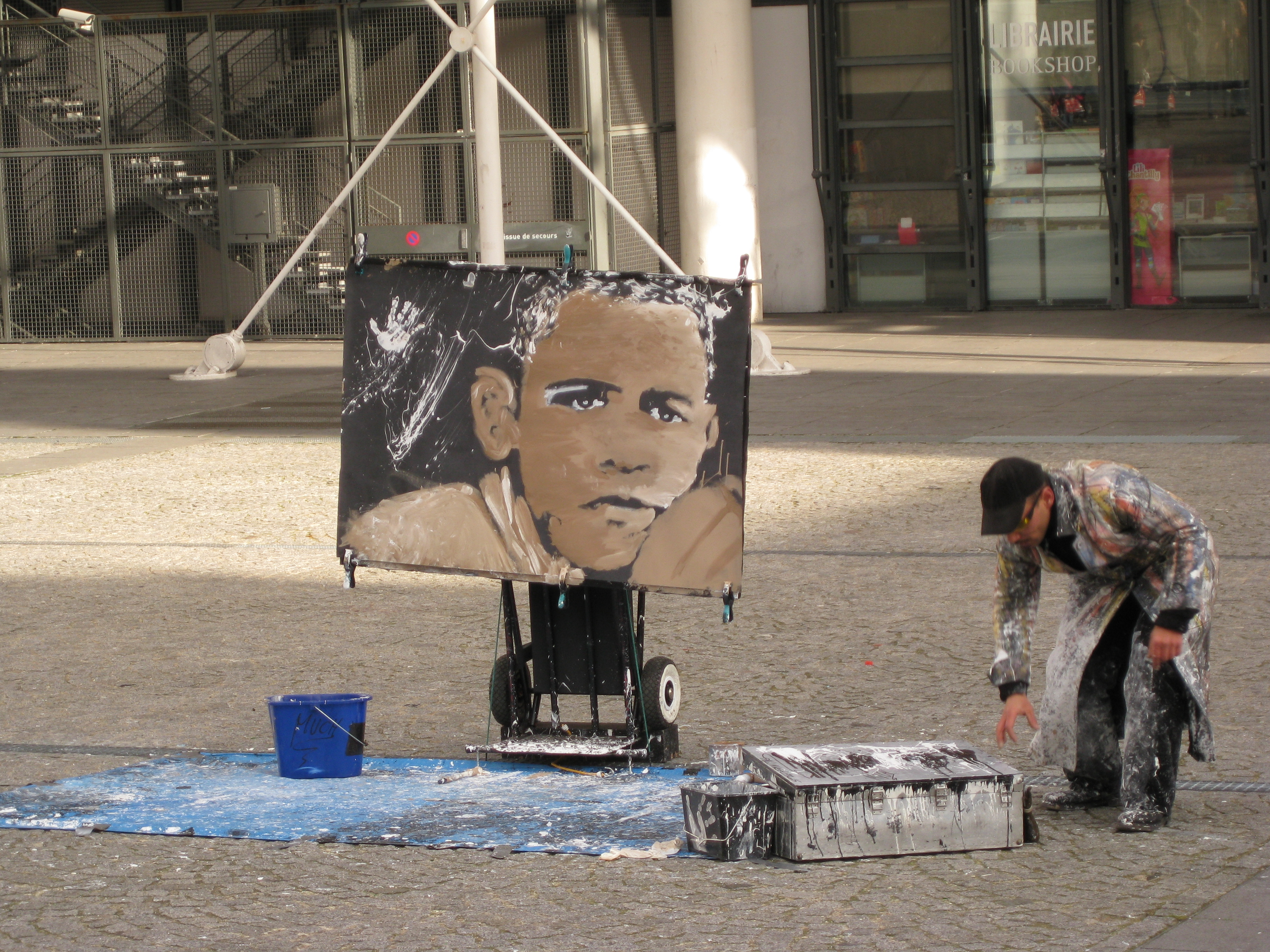
16 h 12 min 16 s
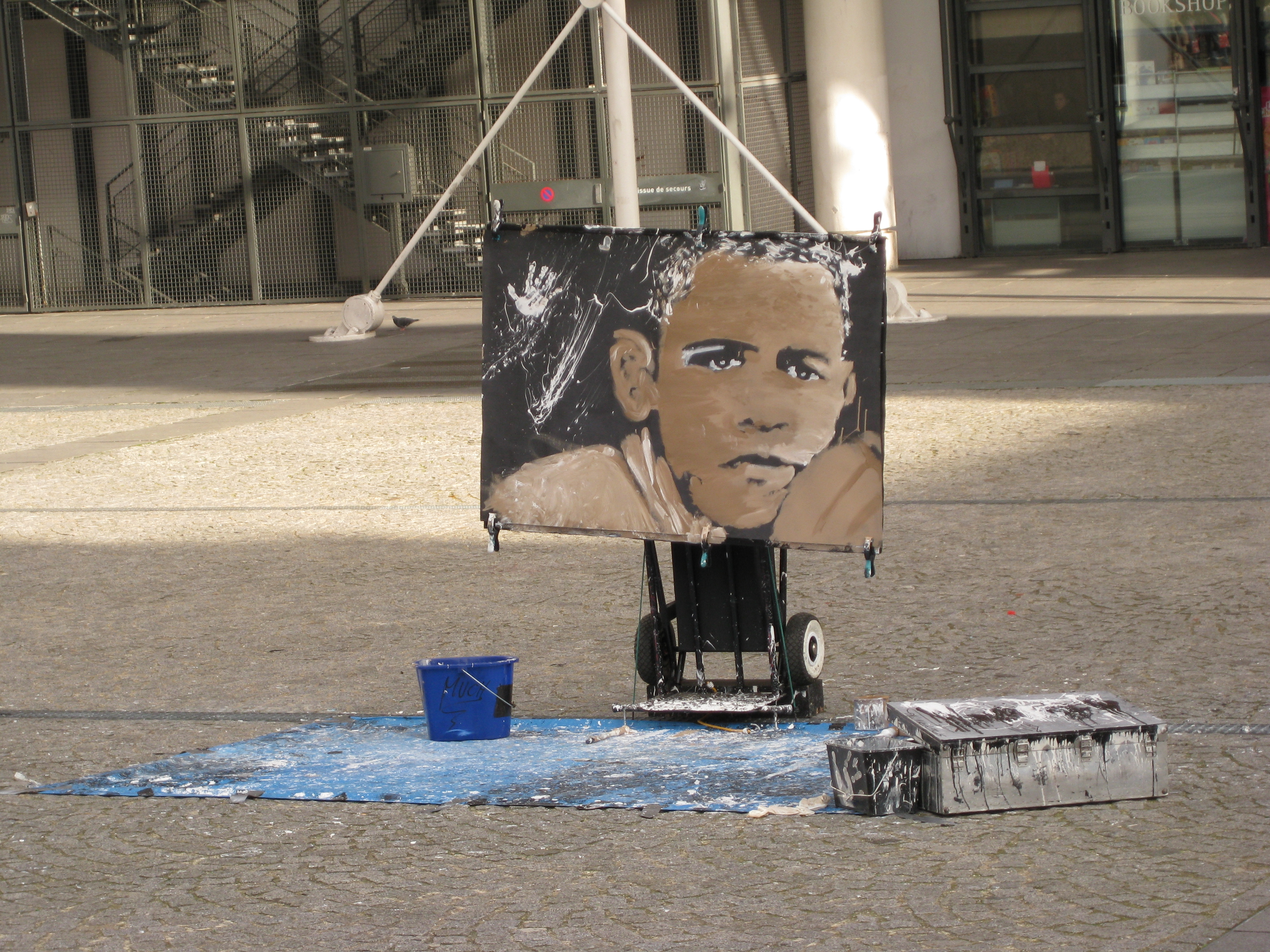
16 h 12 min 24 s

#### Sites de référence
- (fr) Café Salé Site francophone de peinture et illustration numérique, contenant un forum de référence dans le domaine du speed painting. Les posts sont assez libres et ouverts et rangés par sujets et proposant certaines collaborations libres (dessin / mise en couleur...)
- (en) CGTalk Site anglophone d'image numérique, contient notamment une section speed painting.
- (en) Section speedpainters du site Deviantart
- (fr) pixeltv  Site français de performance Speed-Painting en live

#### Artistes
- (en) The artworks & speedpaintings of Nico Di Mattia Site de Nico Di Mattia où sont exposées ses réalisations. Il présente en particulier des vidéos accélérées de quelques minutes retraçant la réalisation complète de peintures.